# Lord of the Flies (canção)
"Lord of the Flies" é o segundo single do Iron Maiden, de seu álbum de 1995, The X Factor. A canção é baseada no livro e no filme de mesmo nome.
O single só foi lançado fora do Reino Unido. Faixas adicionais sobre o single inclui covers de The Who e UFO.
Iron Maiden frequentemente tocou essa música ao vivo durante a turnê Dance of Death World Tour de 2003-2004.
O solo de guitarra em "Lord of the Flies" é tocado por Janick Gers.

## Faixas
1. "Lord of the Flies" (Steve Harris, Janick Gers) – 5:04
2. "My Generation" (Cover do The Who) – 3:38
3. "Doctor Doctor" (Cover do UFO) – 4:50

## Créditos
- Blaze Bayley – Vocal
- Dave Murray – Guitarra
- Janick Gers – Guitarra, backing vocal
- Steve Harris – Baixo, backing vocal
- Nicko McBrain – Bateria